# Lijst van Canadese autosnelwegen

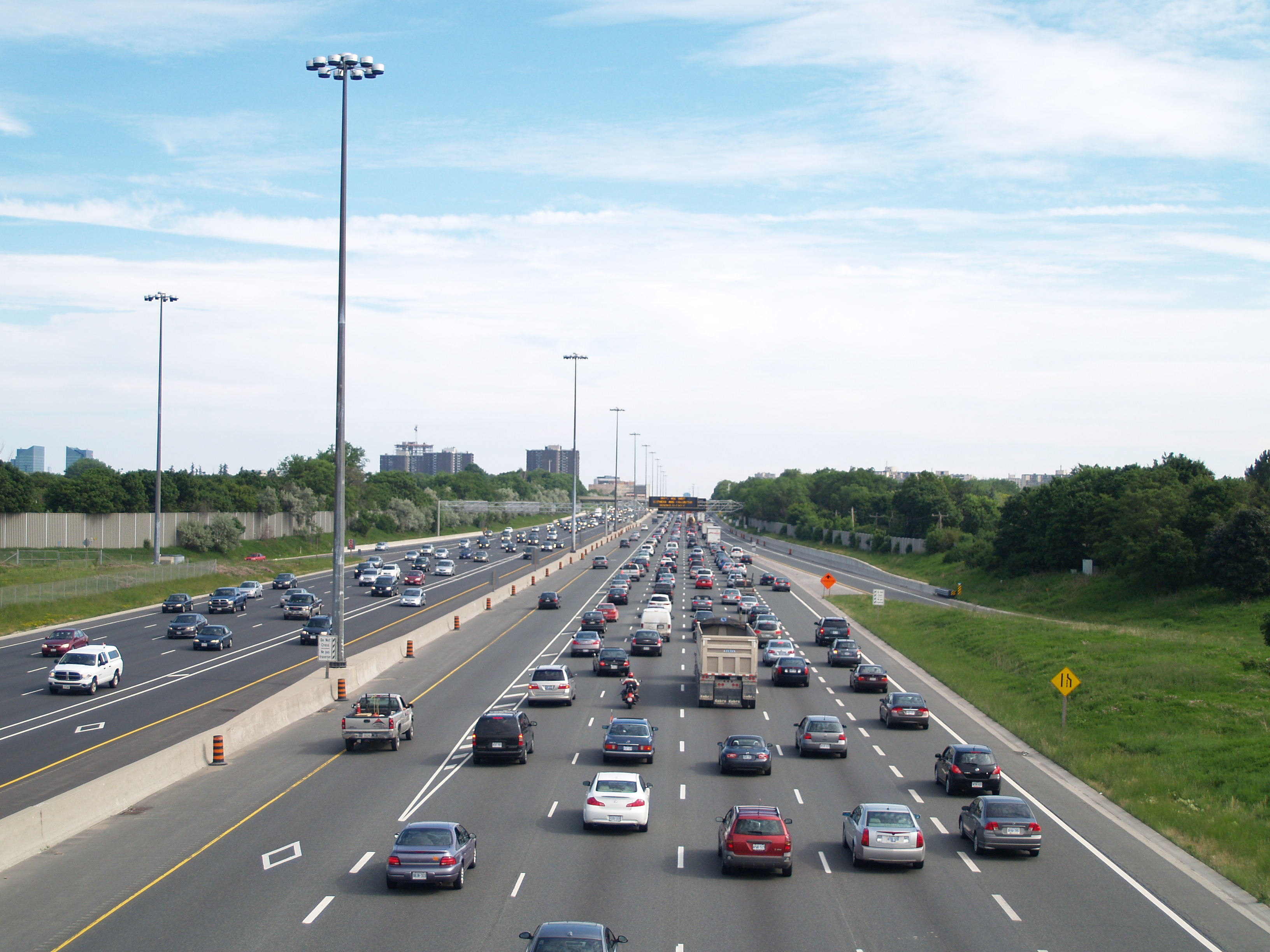
Highway 404 in Toronto

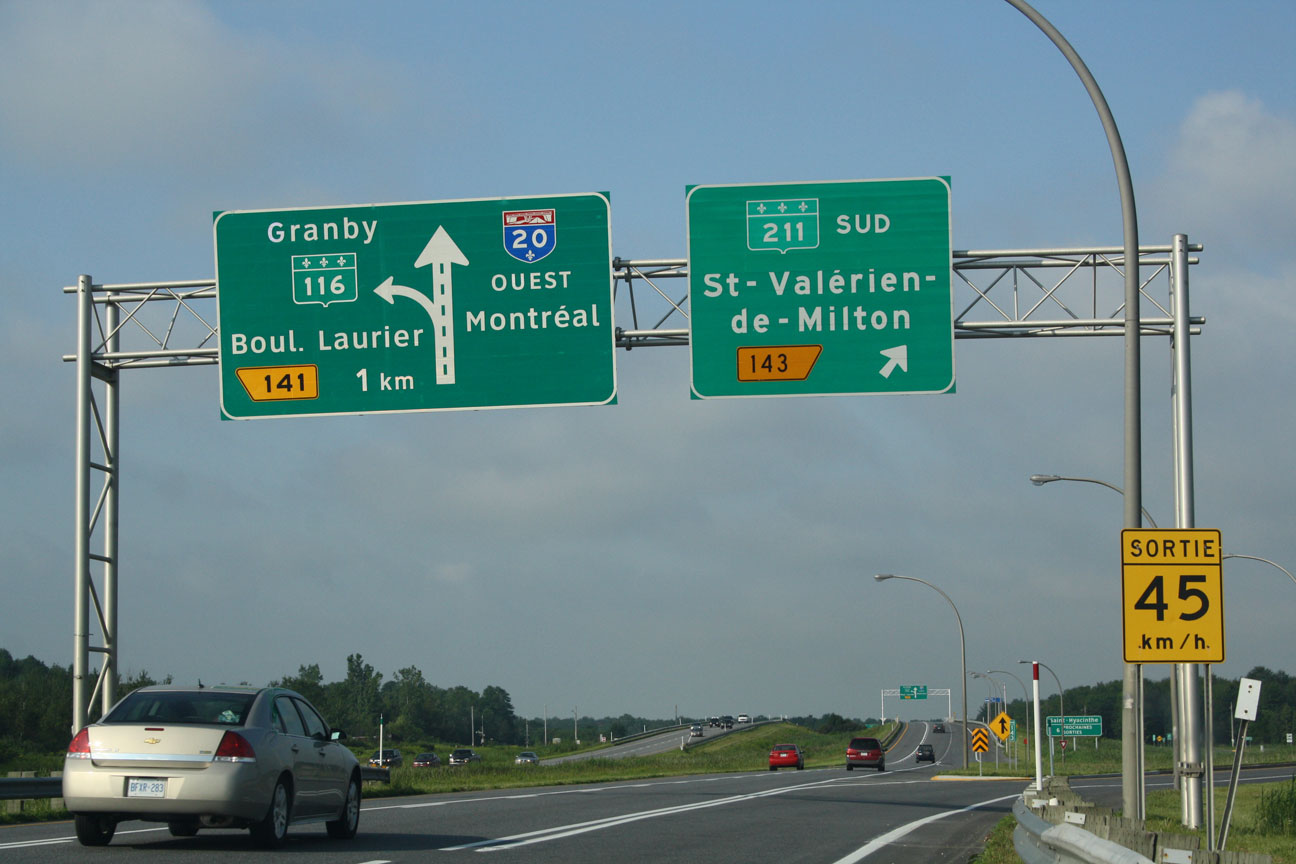
Autoroute A-20 in Québec

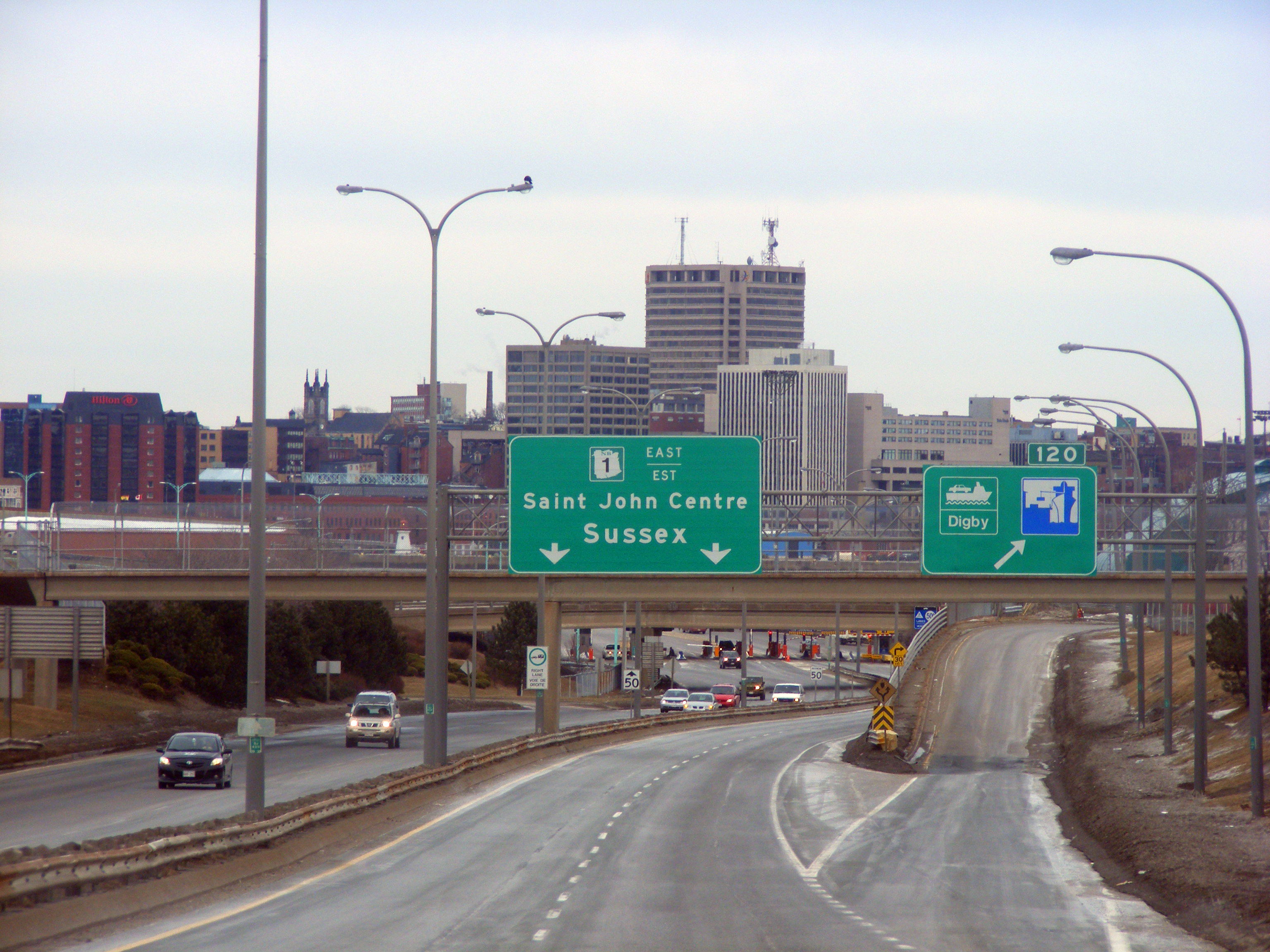
Highway 1 in New Brunswick

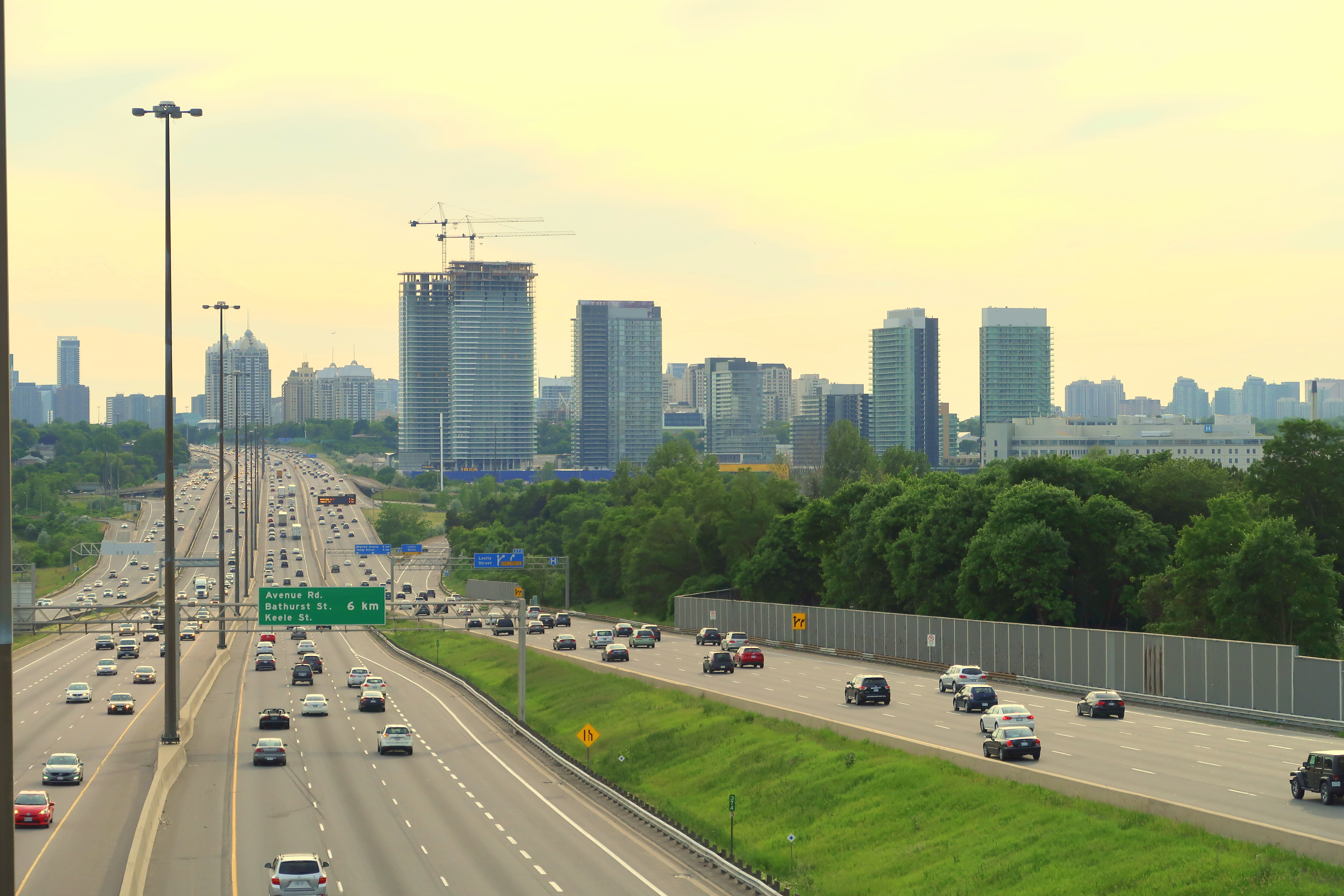
Highway 401 in Ontario

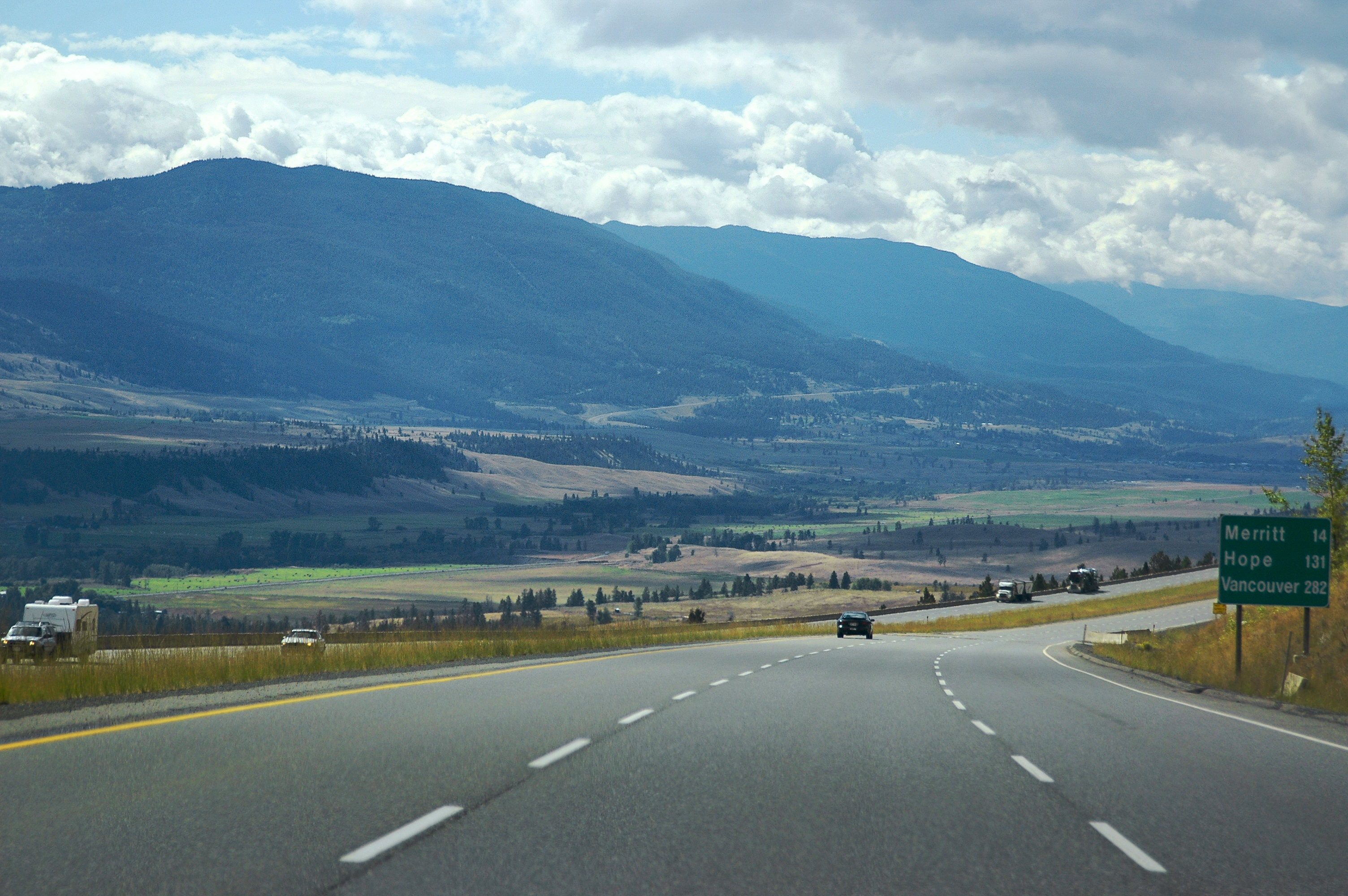
Highway 5 in British Columbia

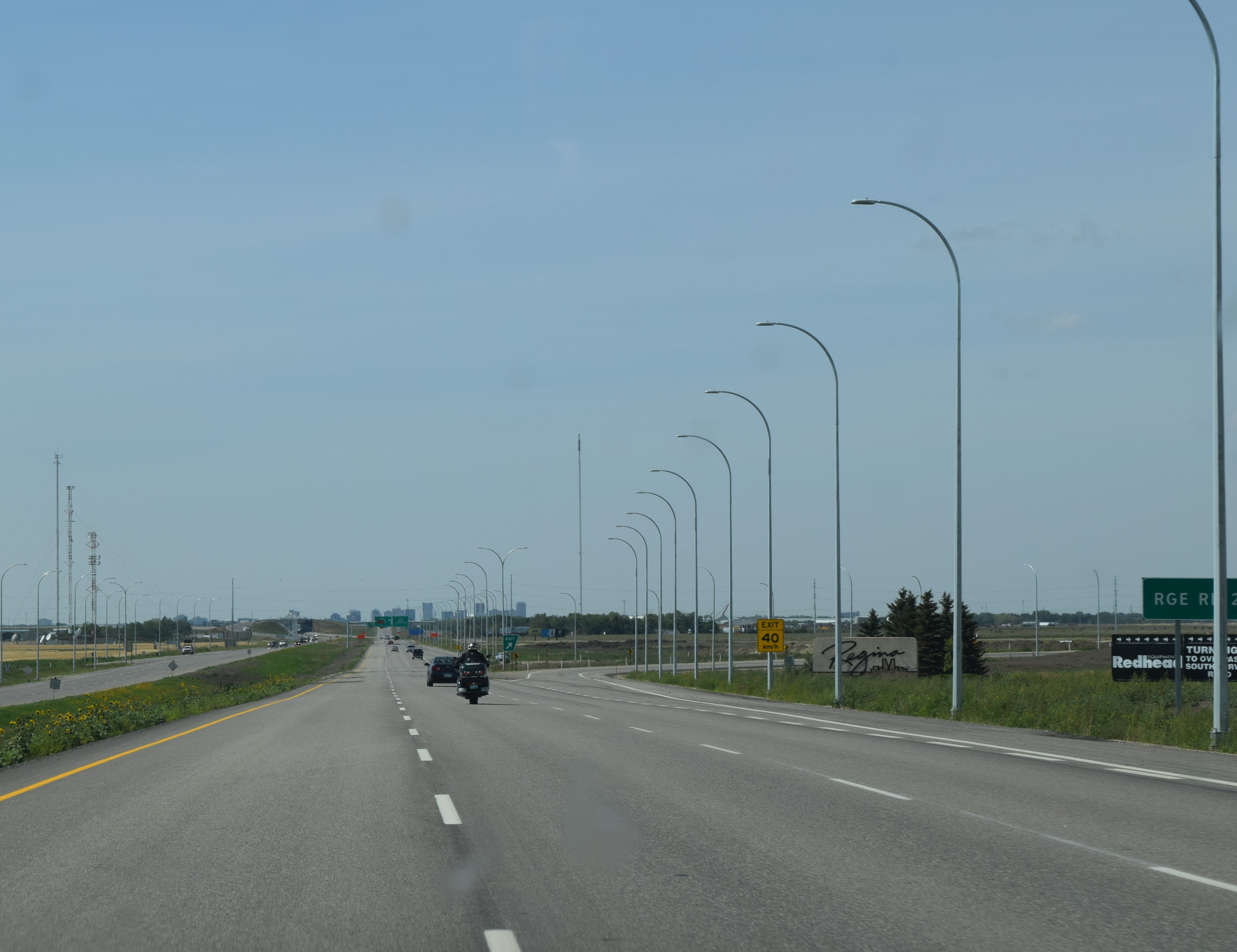
Highway 1 in Saskatchewan

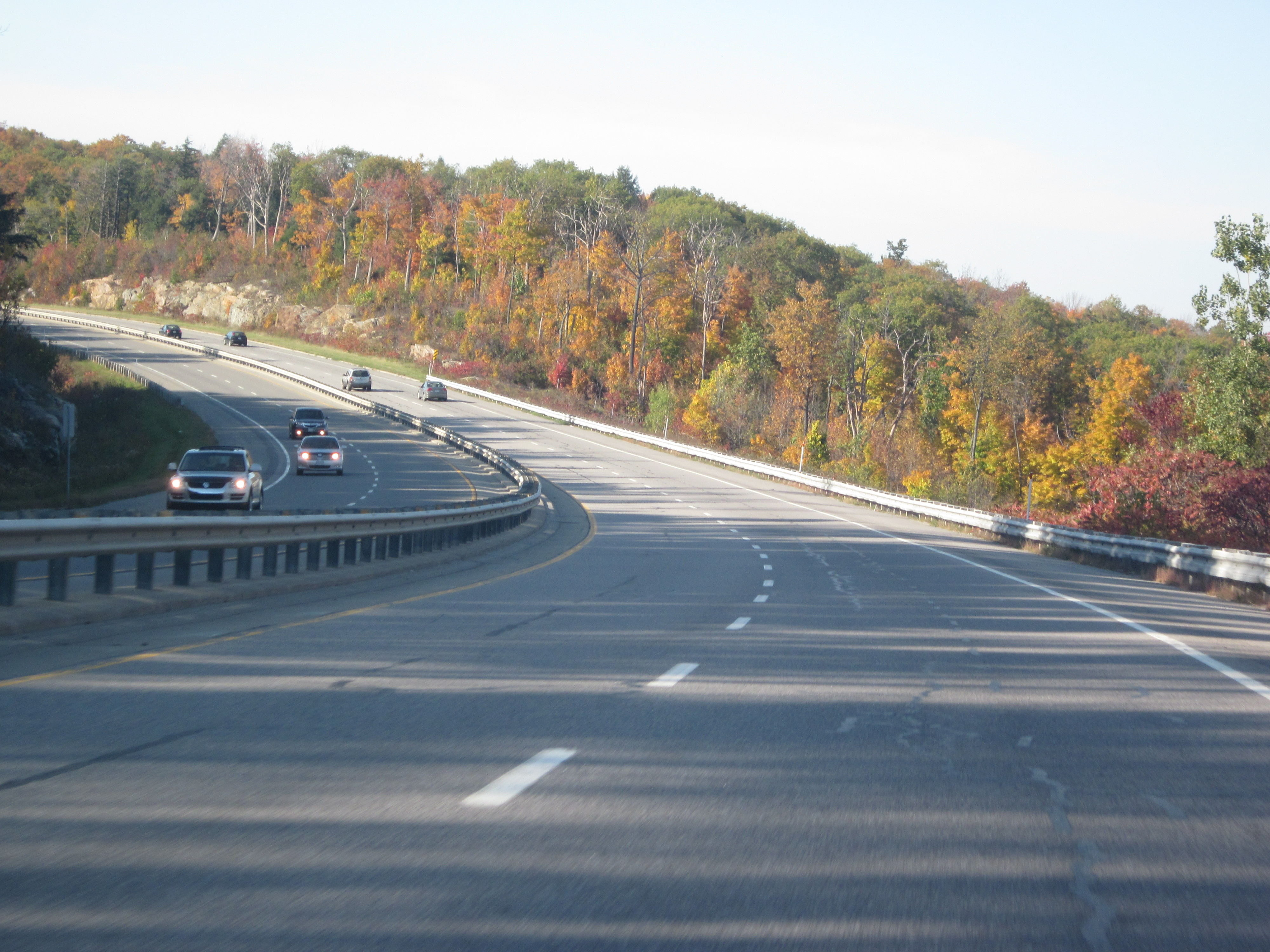
Autoroute A-5 in Québec

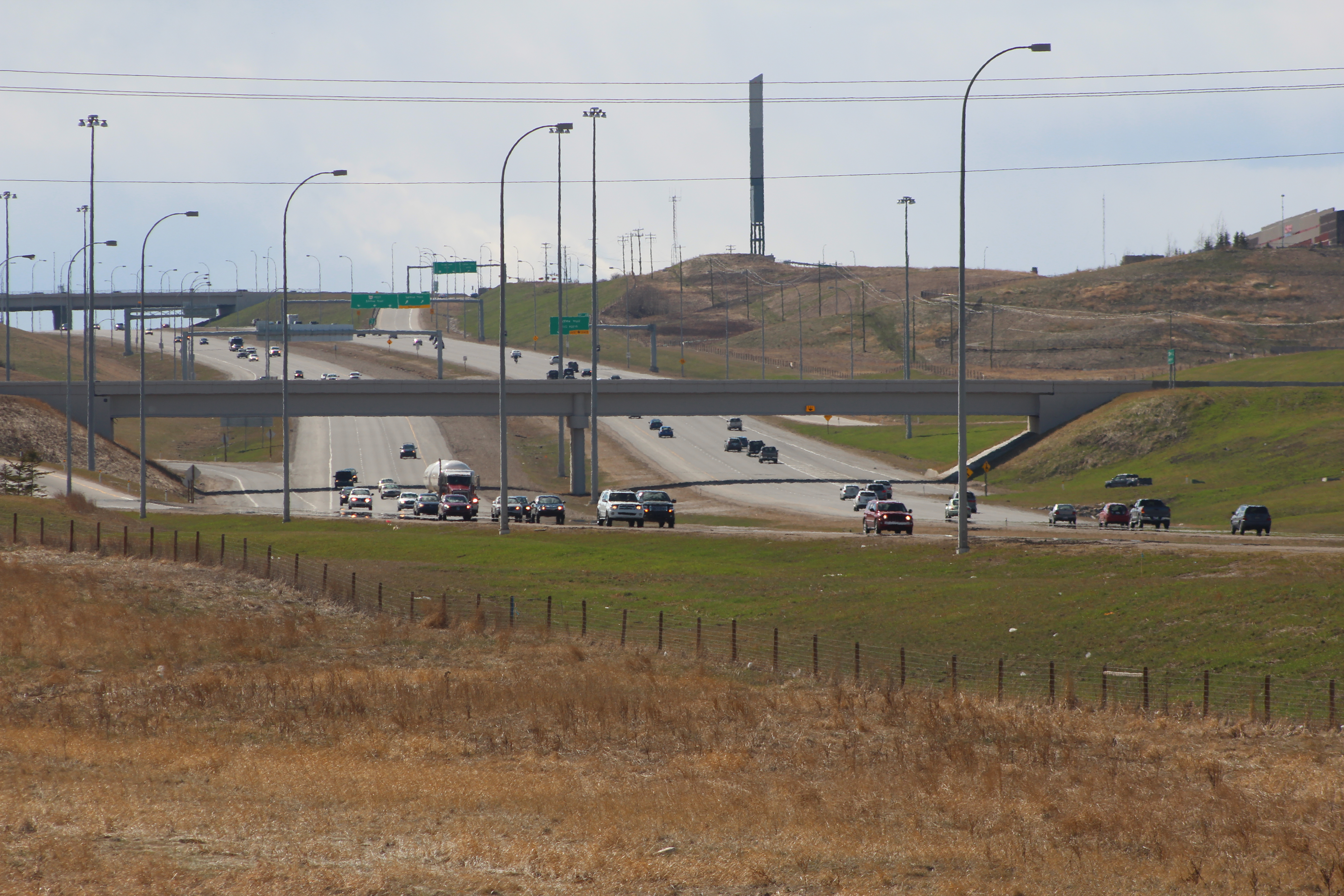
Highway 201 in Alberta

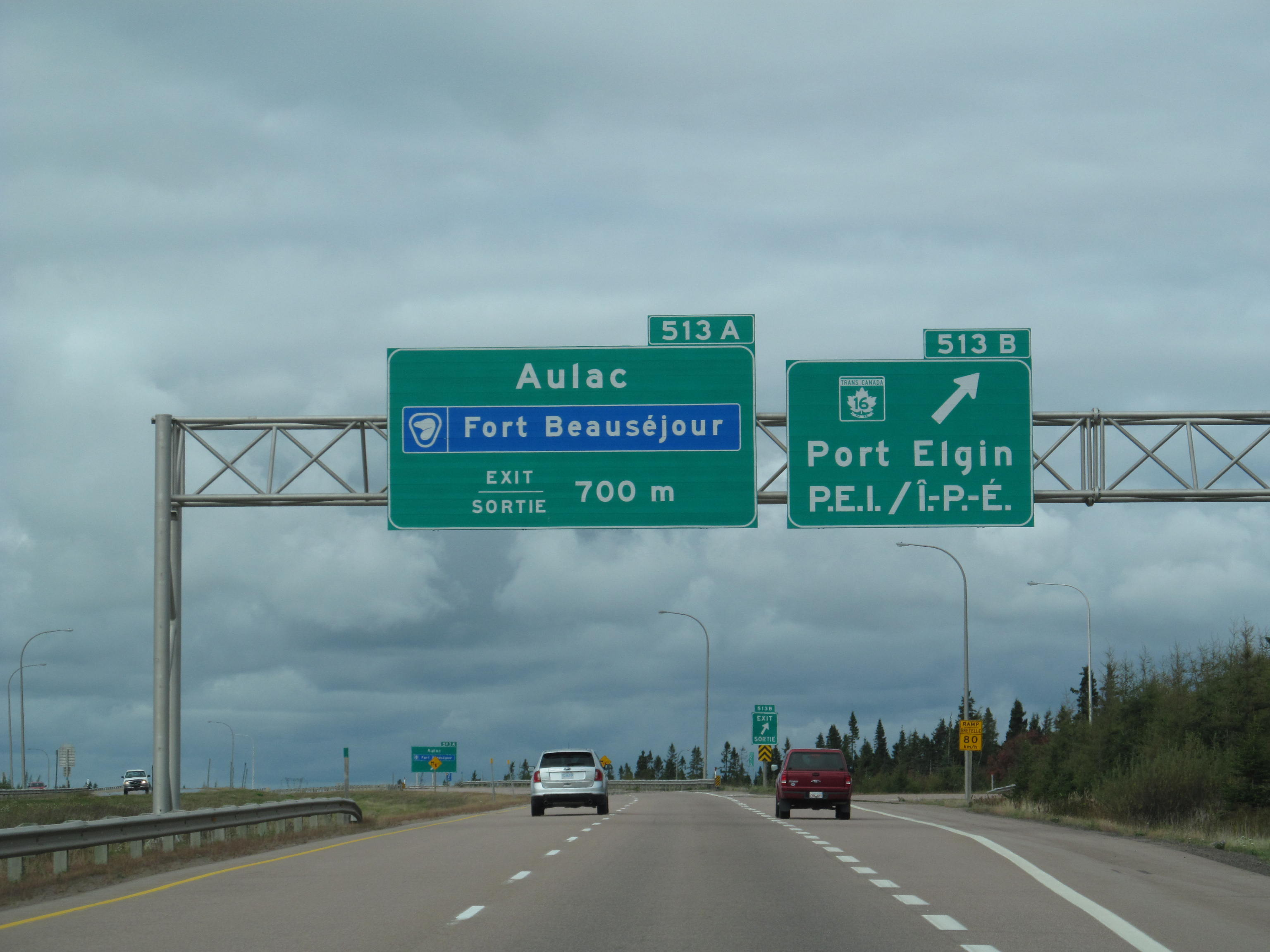
Highway 2 in New Brunswick

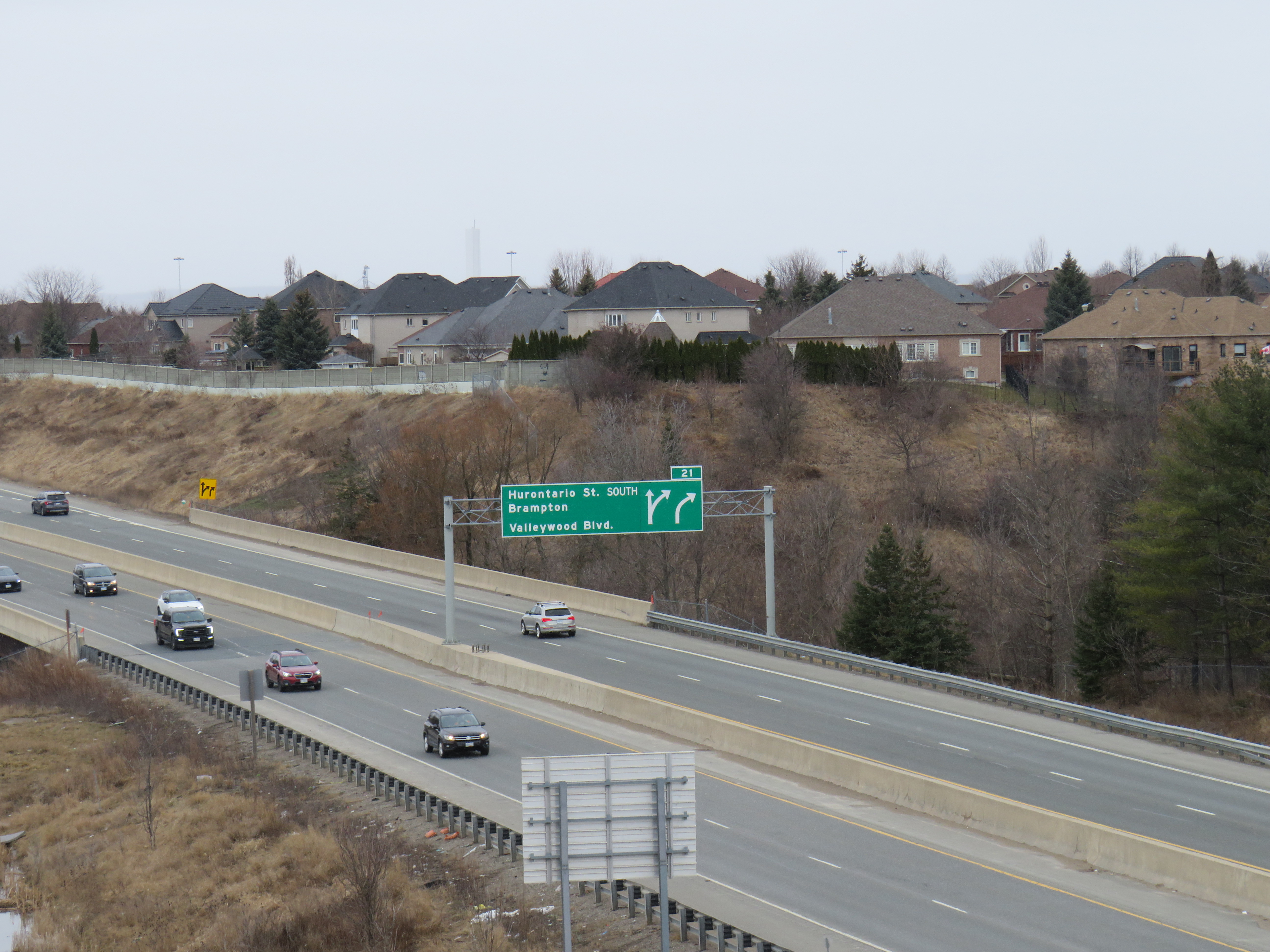
Highway 410 in Ontario

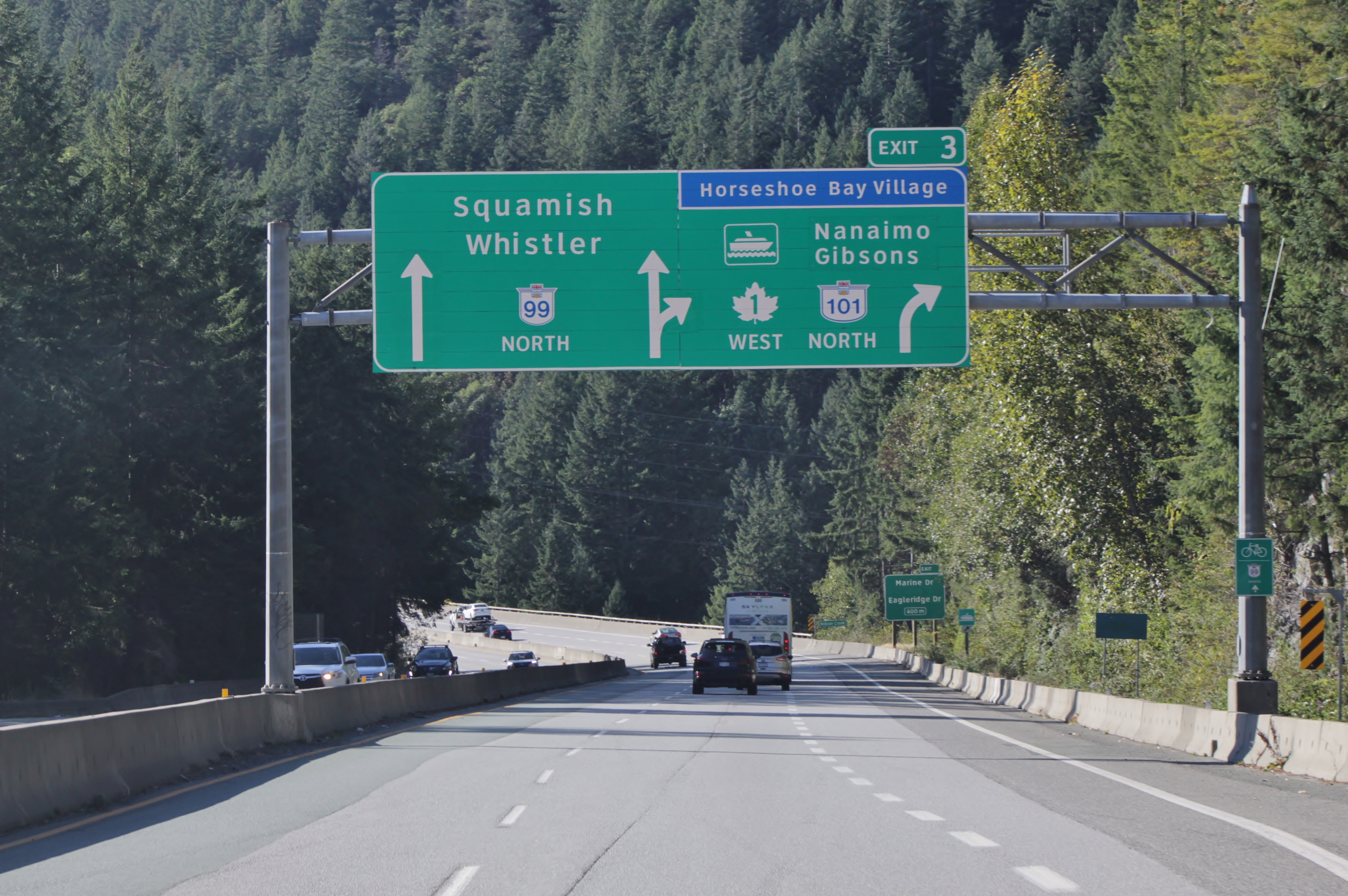
Highway 1 en Highway 99 in British Columbia

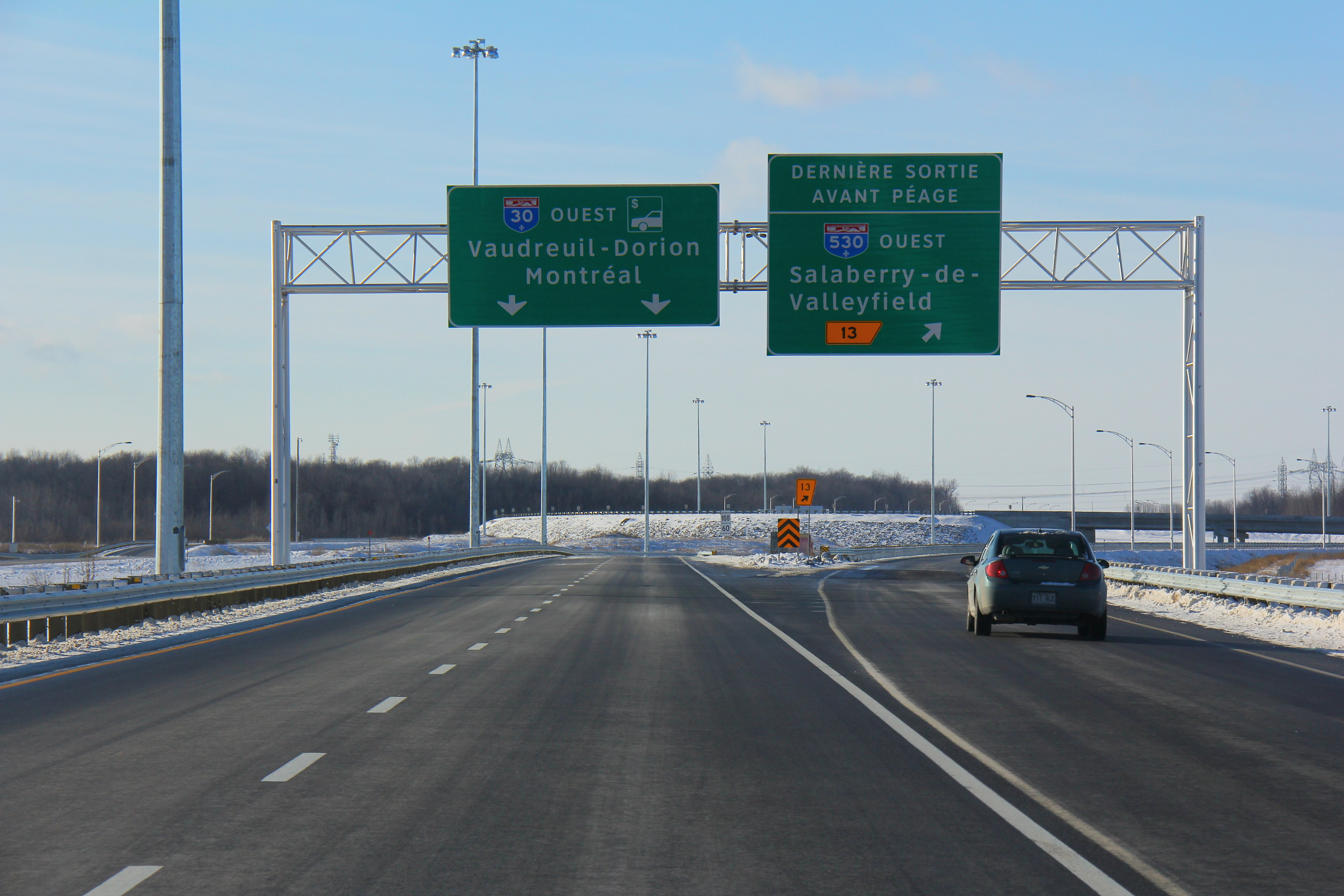
Autoroute A-30 in Québec

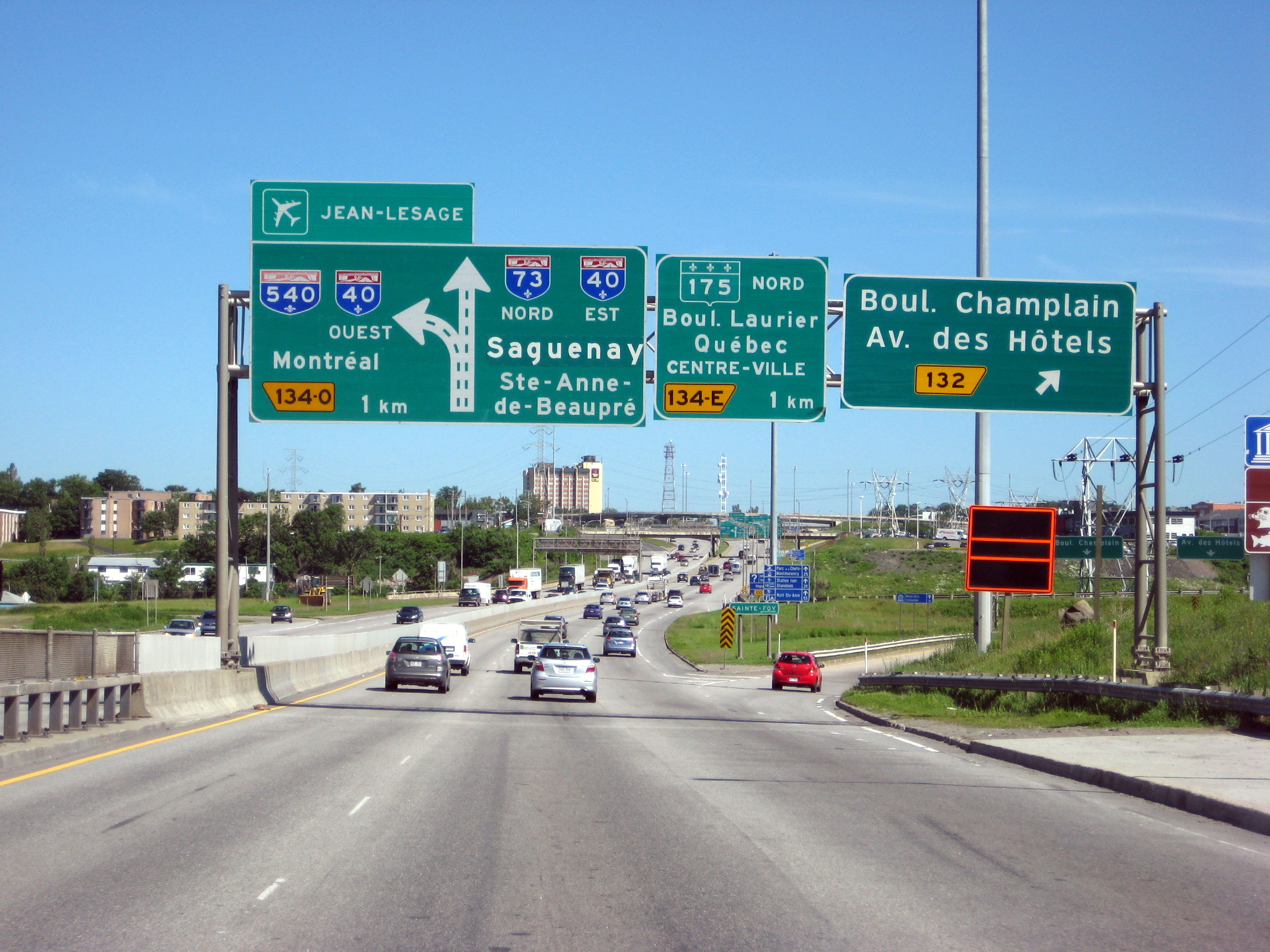
Autoroute A-73 in Québec

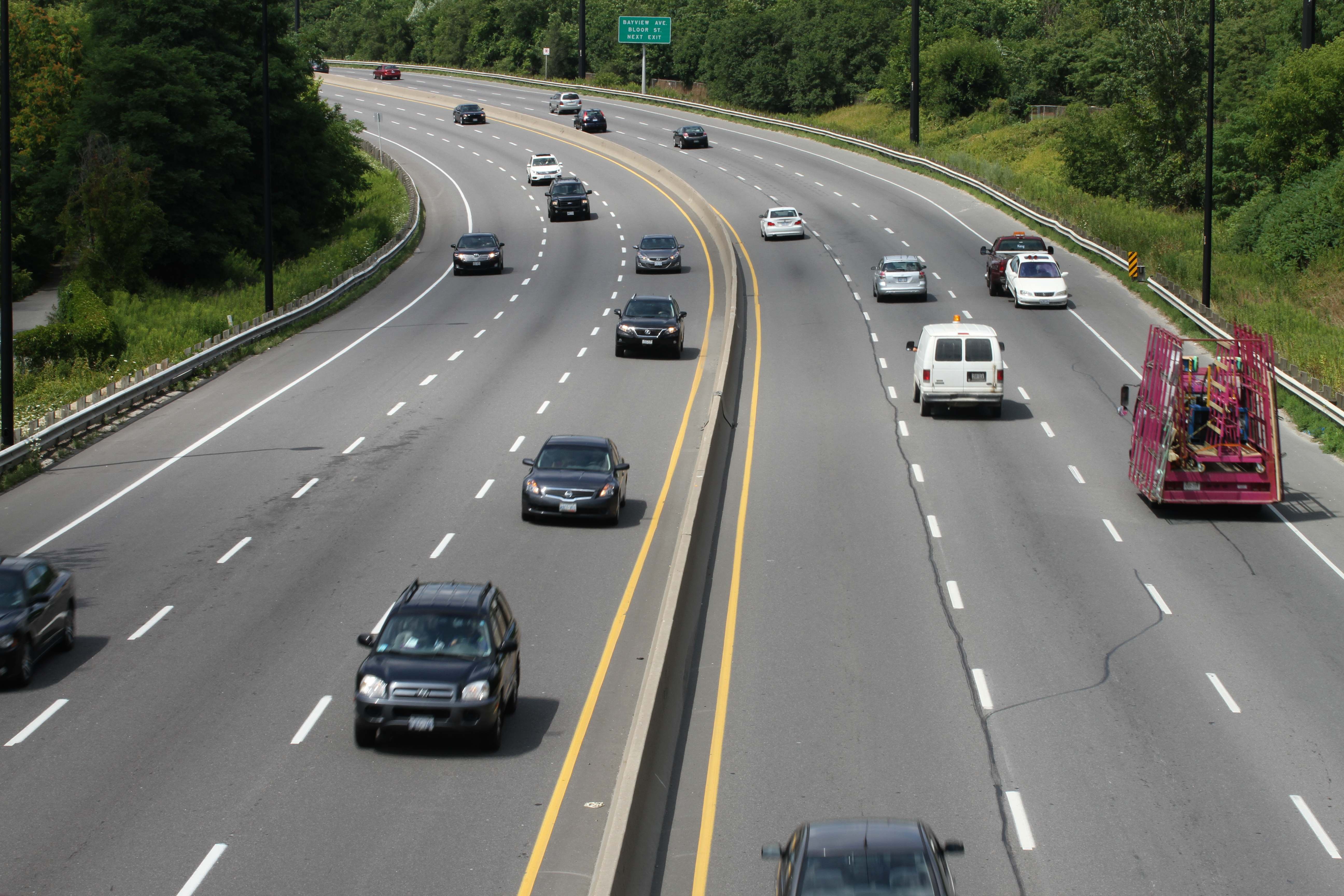
Don Valley Parkway in Ontario

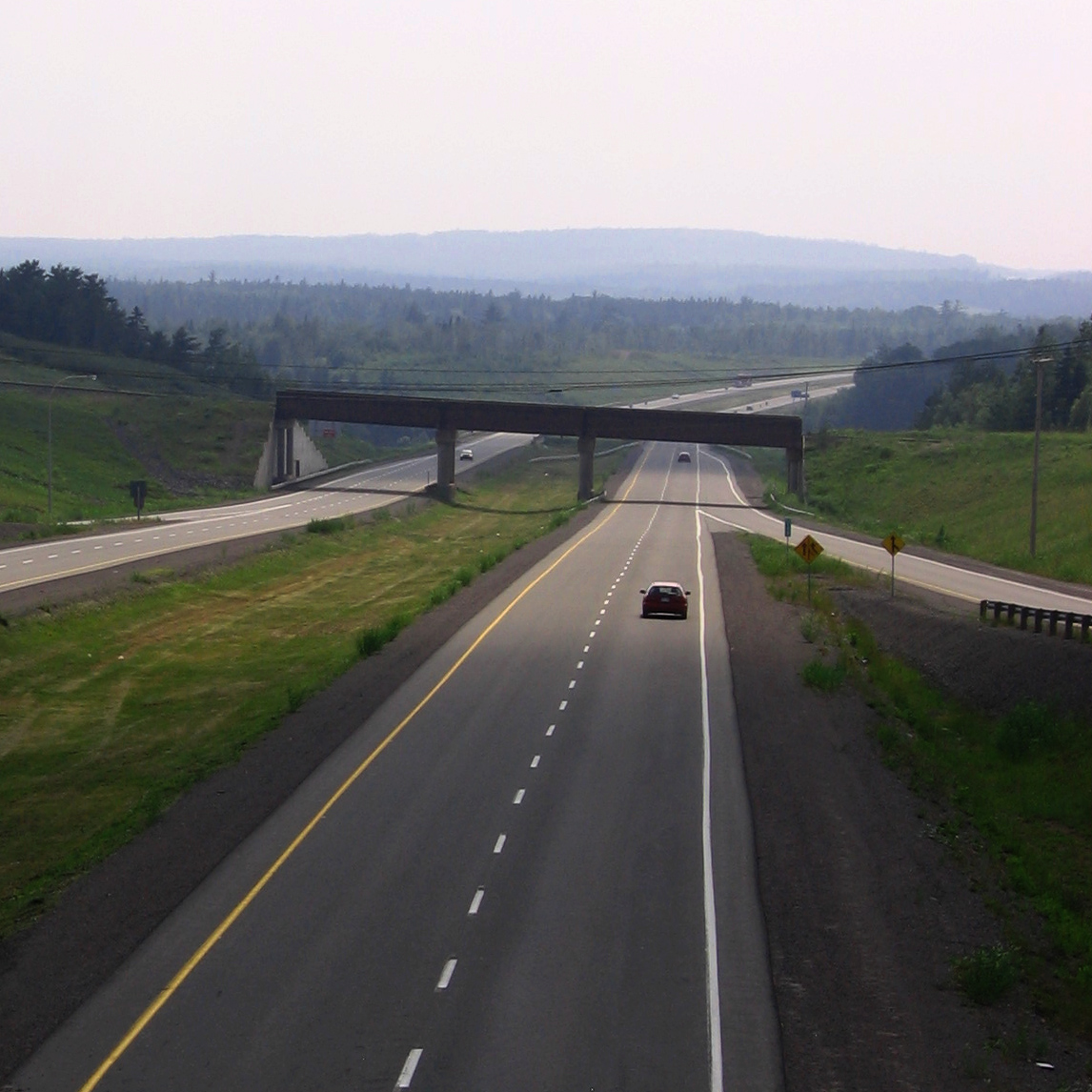
Highway 104 in Nova Scotia

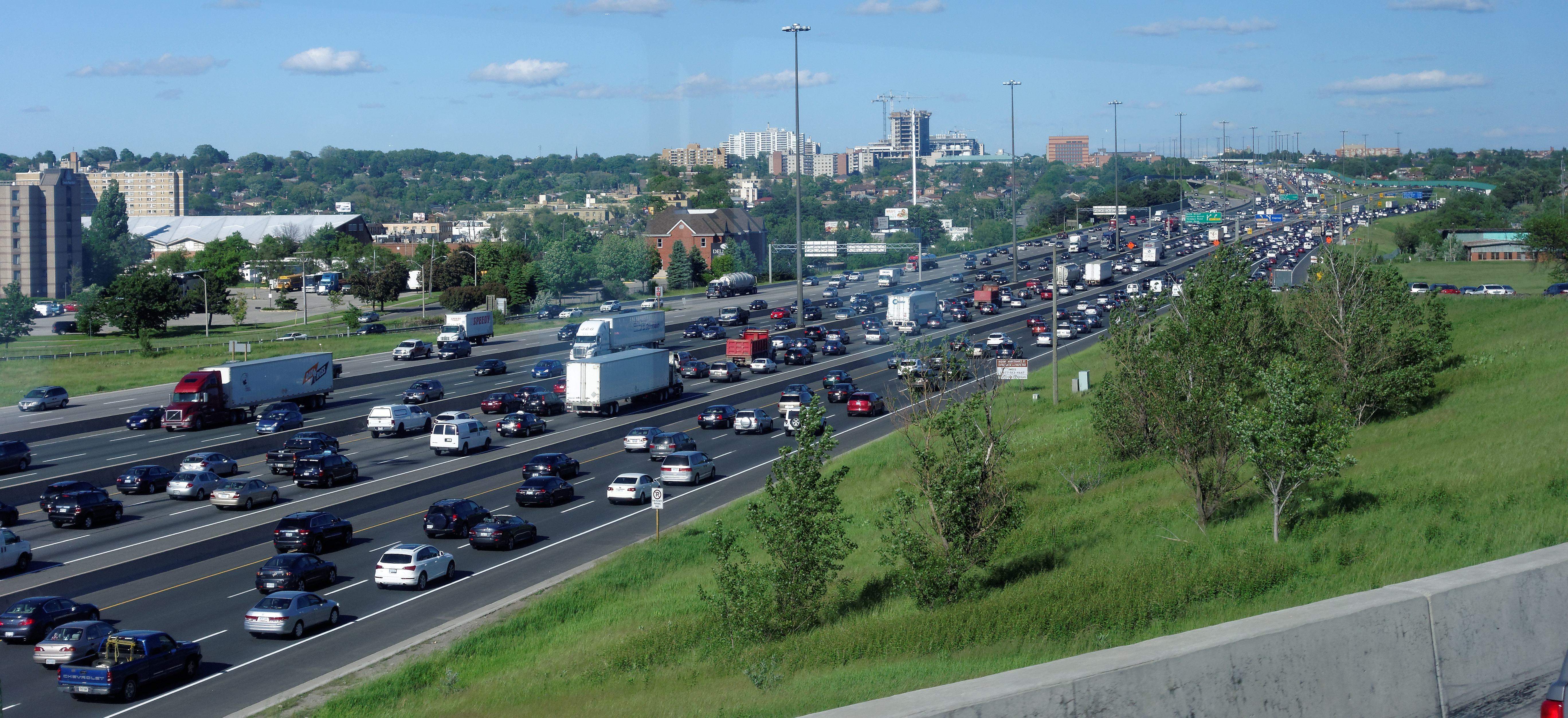
Highway 401 in Toronto

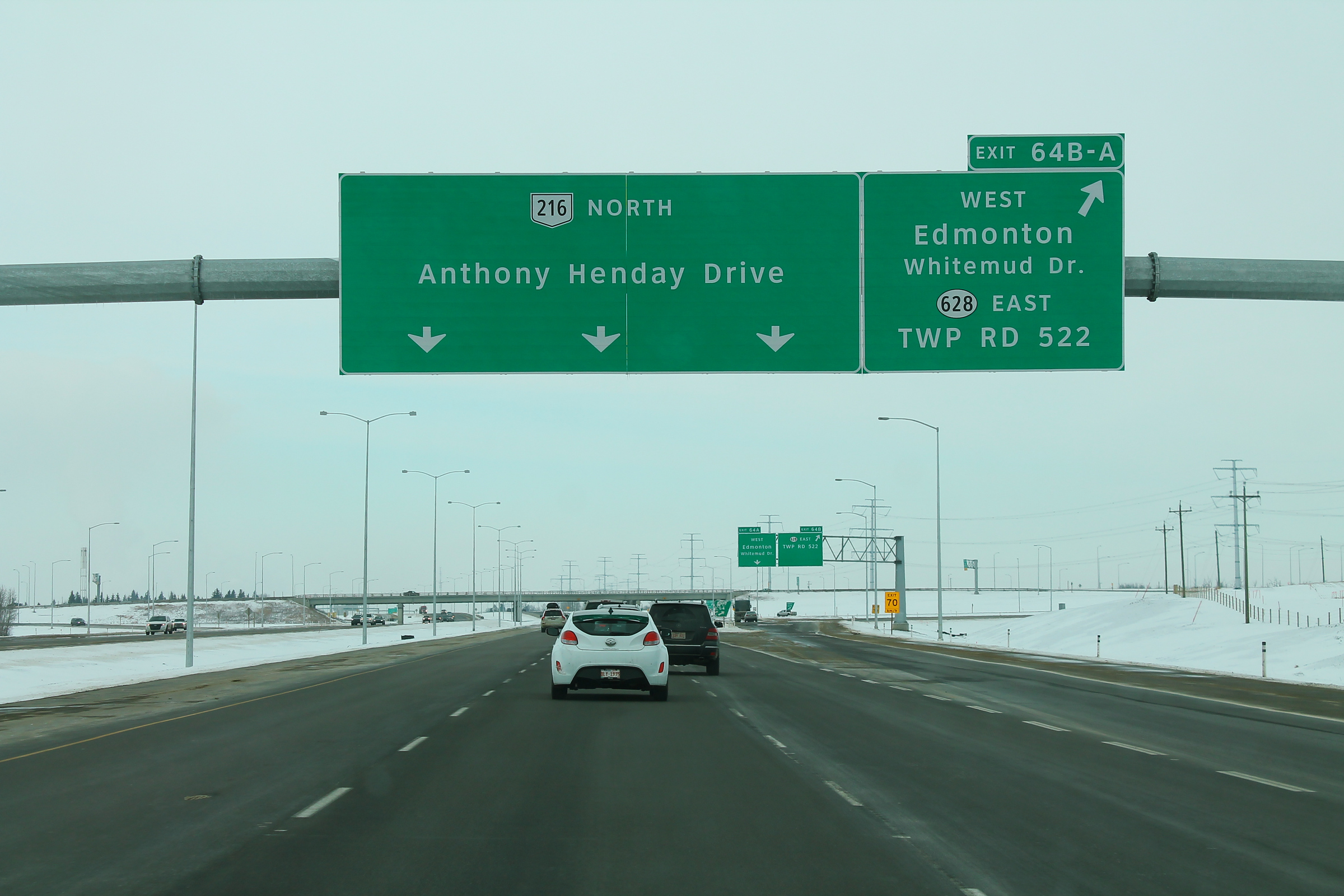
Highway 216 in Alberta

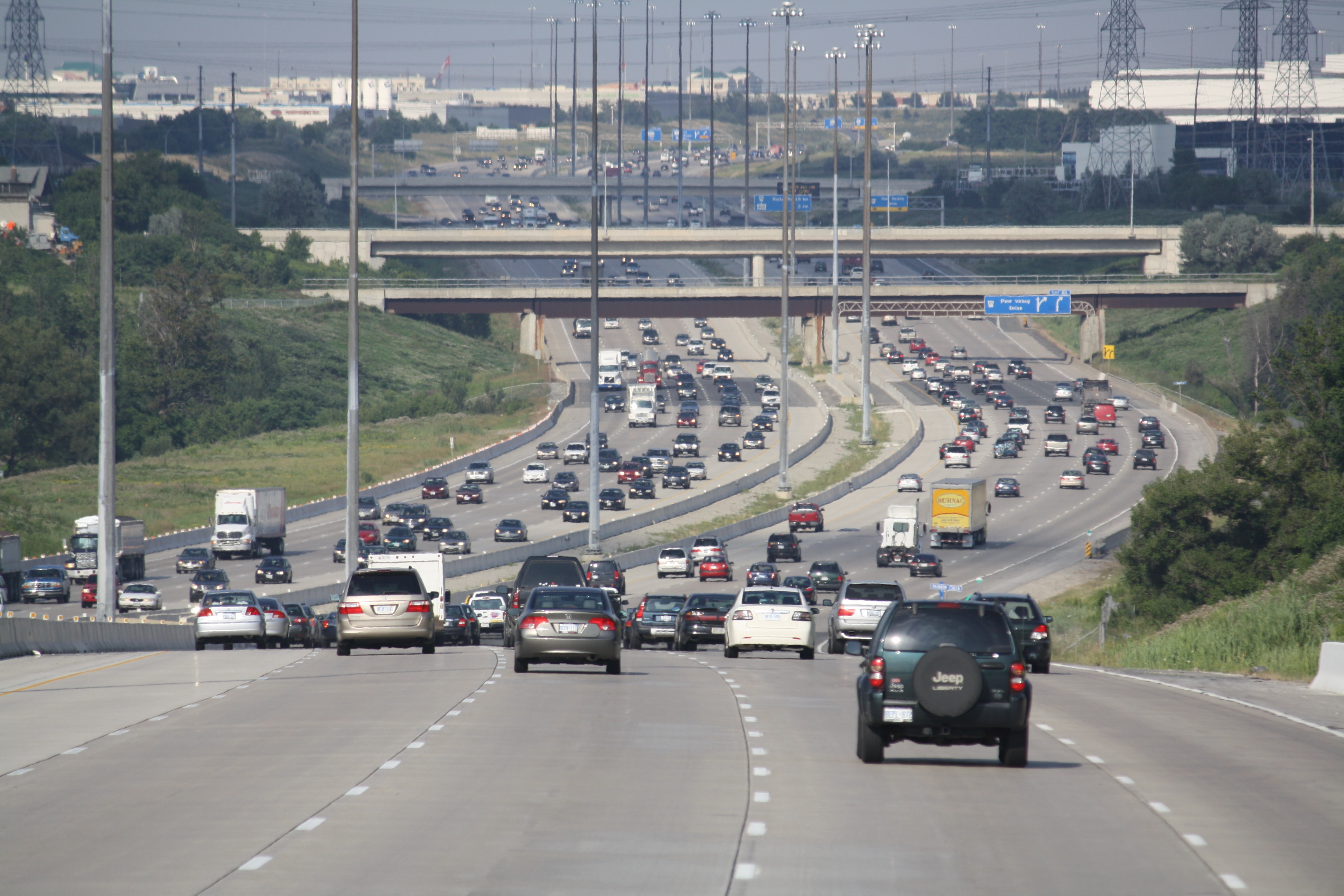
Highway 407 in Toronto

Hieronder volgt een lijst van autosnelwegen (Engels: freeways, Frans: autoroutes) in Canada. Autosnelwegen hebben groen-witte borden; wegnummers verschillen per provincie of territorium. Enkel in Québec dragen autosnelwegen aparte wegnummers.

## Alberta
| Schild | Nummer of naam                            | Route |
| ------ | ----------------------------------------- | --- |
|        | Highway 1                                 | Snelwegdelen van 168 kilometer tussen Lake Louise en Calgary, van 7 kilometer rond Calgary en 7 kilometer rond Medicine Hat |
|        | Highway 2                                 | Snelwegdeel van 345 kilometer tussen High River en Edmonton                                                                 |
|        | Highway 8                                 | Snelwegdeel van 12 kilometer in Calgary                                                                                     |
|        | Highway 63                                | Snelwegdeel van 10 kilometer in Fort McMurray                                                                               |
|        | Highway 100                               | Snelwegdeel van 6 kilometer tussen Edmonton en Sherwood Park                                                                |
|        | Highway 201 Stoney Trail, Tsuut’ina Trail | Ringweg om Calgary van 101 kilometer                                                                                        |
|        | Highway 216, Anthony Henday Drive         | Ringweg om Edmonton van 73 kilometer                                                                                        |
|        | Crowchild Trail                           | Snelwegdelen van 18 kilometer in Calgary                                                                                    |
|        | Memorial Drive                            | Oost-westweg van 18 kilometer in Calgary                                                                                    |
|        | Wayne Gretzky Drive                       | Weg van 5 kilometer in Edmonton                                                                                             |
|        | Whitemud Drive                            | Weg van 28 kilometer in Edmonton                                                                                            |

## Brits-Columbia
| Schild | Nummer of naam | Route                                                                             |
| ------ | -------------- | --------------------------------------------------------------------------------- |
|        | Highway 1      | Snelwegdeel van 183 kilometer tussen Horseshoe Bay en Hope                        |
|        | Highway 3      | Snelwegdeel van 6 kilometer tussen Hope en Highway 5                              |
|        | Highway 5      | Snelwegdeel van 204 kilometer tussen Hope en Kamloops (Coquihalla Highway)        |
|        | Highway 91     | Snelwegdeel van 22 kilometer tussen Surrey en Richmond                            |
|        | Highway 97C    | Snelwegdeel van 81 kilometer tussen Highway 5A en Kelowna                         |
|        | Highway 99     | Snelwegdeel van 41 kilometer tussen de grens met de Verenigde Staten en Vancouver |

## New Brunswick
| Schild | Nummer of naam | Route |
| ------ | -------------- | --- |
|        | Highway 1      | Weg van de grens met de Verenigde Staten tot Salisbury van 239 kilometer                                     |
|        | Highway 2      | Weg van de grens met Québec tot de grens met Nova Scotia van 519 kilometer                                   |
|        | Highway 7      | Weg van Fredericton naar Saint John, waarvan 15 kilometer autosnelweg                                        |
|        | Highway 8      | Snelwegdeel van 8 kilometer tussen Fredericton en Highway 2                                                  |
|        | Highway 11     | Snelwegdeel van 23 kilometer tussen Moncton en Gilberts Corner                                               |
|        | Highway 15     | Westelijke ringweg van 11 kilometer om Moncton en snelwegdeel van 6 kilometer tussen Shediac en Rings Corner |
|        | Highway 95     | Weg van de grens met de Verenigde Staten (Interstate 95) tot de Highway 2 bij Woodstock van 15 kilometer     |

## Newfoundland en Labrador
| Schild | Nummer of naam | Route                                                                  |
| ------ | -------------- | ---------------------------------------------------------------------- |
|        | Route 1        | Snelwegdeel van 75 kilometer tussen Route 71 en St. John's             |
|        | Route 2        | Snelwegdeel van 21 kilometer tussen Conception Bay South en St. John's |
|        | Route 3A       | Snelwegdeel van 10 kilometer in St. John's tussen Route 1 en Route 2   |

## Nova Scotia
| Schild | Nummer of naam | Route                                                                         |
| ------ | -------------- | ----------------------------------------------------------------------------- |
|        | Highway 101    | Snelwegdeel van 47 kilometer tussen Bedford en Windsor                        |
|        | Highway 102    | Weg tussen Halifax en Truro van 100 kilometer                                 |
|        | Highway 103    | Snelwegdeel van 40 kilometer tussen Halifax en Ingramport                     |
|        | Highway 104    | Snelwegdeel van 230 kilometer tussen de grens met New Brunswick en Antigonish |
|        | Highway 107    | Snelwegdeel van 9 kilometer bij Dartmouth                                     |
|        | Highway 111    | Snelwegdeel van 13 kilometer tussen Halifax en Dartmouth                      |
|        | Highway 118    | Snelwegdeel van 16 kilometer tussen Dartmouth en Fall River                   |
|        | Highway 125    | Ringweg van 28 kilometer tussen North Sydney en Sydney                        |

## Ontario
| Schild | Nummer of naam               | Route                                                                                          |
| ------ | ---------------------------- | ---------------------------------------------------------------------------------------------- |
|        | Highway 7                    | Snelwegdelen van 12 kilometer (ring om Peterborough) en 21 kilometer (Carleton Place - Ottawa) |
|        | Highway 8                    | Snelwegdeel van 27 kilometer tussen New Hamburg en Kitchener                                   |
|        | Highway 11                   | Snelwegdelen van 9 kilometer (ring om Orillia) en 172 kilometer (Gravenhurst - North Bay)      |
|        | Highway 17                   | Snelwegdeel van 20 kilometer tussen Whitefish en Sudbury                                       |
|        | Highway 69                   | Snelwegdelen van 43 kilometer tussen French River en Sudbury                                   |
|        | Highway 85                   | Snelwegdeel van 10 kilometer tussen Kitchener en Woolwich                                      |
|        | Highway 115                  | Snelwegdelen van 26 kilometer tussen Highway 7 en Highway 35                                   |
|        | Highway 137                  | Weg van 4 kilometer tussen Highway 401 en de grens met de Verenigde Staten (Interstate 81)     |
|        | Highway 400                  | Weg van 222 kilometer tussen Toronto en Nobel                                                  |
|        | Highway 401                  | Weg van 823 kilometer tussen Windsor en de grens met Québec                                    |
|        | Highway 402                  | Weg van 823 kilometer tussen de grens met de Verenigde Staten en Windsor                       |
|        | Highway 403                  | Weg van 126 kilometer tussen Woodstock en Mississauga                                          |
|        | Highway 404                  | Weg van 50 kilometer tussen Toronto en Keswick                                                 |
|        | Highway 405                  | Weg van 9 kilometer tussen Saint Catherines en de grens met de Verenigde Staten                |
|        | Highway 406                  | Weg van 25 kilometer tussen Welland en Saint Catherines                                        |
|        | Highway 407                  | Weg van 108 kilometer tussen Burlington en Pickering                                           |
|        | Highway 409                  | Weg van 7 kilometer tussen Toronto en Pearson Airport                                          |
|        | Highway 410                  | Weg van 20 kilometer tussen Mississauga en Caledon                                             |
|        | Highway 413                  | Weg in aanleg tussen Georgetown en Vaughan (Toronto)                                           |
|        | Highway 416                  | Weg van 76 kilometer tussen Edwardsburgh en Ottawa                                             |
|        | Highway 417                  | Weg van 181 kilometer tussen Saint Davids en Arnprior                                          |
|        | Highway 420                  | Weg van 4 kilometer tussen de Queen Elizabeth Way en Niagara Falls                             |
|        | Highway 427                  | Weg van 26 kilometer tussen Toronto en Vaughan                                                 |
|        | Queen Elizabeth Way          | Weg van 139 kilometer tussen de grens met de Verenigde Staten en Toronto                       |
|        | Don Valley Parkway           | Weg van 15 kilometer in Toronto                                                                |
|        | Gardiner Expressway          | Weg van 18 kilometer in Toronto                                                                |
|        | Red Hill Valley Expressway   | Weg van 7 kilometer tussen de Queen Elizabeth Way en Hamilton                                  |
|        | E.C. Row Expressway          | Weg van 18 kilometer in Windsor                                                                |
|        | Lincoln M. Alexander Parkway | Weg van 11 kilometer tussen Hamilton en de Highway 403                                         |

## Québec
| Schild | Nummer of naam                                                             | Route                                                                                    |
| ------ | -------------------------------------------------------------------------- | ---------------------------------------------------------------------------------------- |
|        | A-5 Autoroute de la Gatineau                                               | Weg van 24 kilometer tussen Gatineau en Wakefield                                        |
|        | A-10 Autoroute des Cantons de l’Est                                        | Weg van 143 kilometer tussen Montréal en Sherbrooke                                      |
|        | A-13 Autoroute Chomedey                                                    | Noord-zuidweg door Montréal van 22 kilometer                                             |
|        | A-15 Autoroute des Laurentides, Autoroute Décarie, Autoroute René-Lévesque | Weg van 163 kilometer tussen de grens met de Verenigde Staten en Sainte-Agathe-des-Monts |
|        | A-19 Autoroute Papineau                                                    | Weg van 10 kilometer tussen Montréal en Laval                                            |
|        | A-20 Autoroute René-Lévesque, Autoroute Jean-Lesage                        | Weg van 587 kilometer tussen Ontario Highway 401 en Rimouski                             |
|        | A-25 Autoroute Louis-H.-Lafontaine                                         | Weg van 51 kilometer tussen Longueuil en Saint-Esprit                                    |
|        | A-30 Autoroute del’Acier                                                   | Weg van 144 kilometer tussen Vaudreuil-Dorion en Bécancour                               |
|        | A-31 Autoroute Antonio-Barrette                                            | Weg van 15 kilometer tussen Lavaltrie en Joliette                                        |
|        | A-35 Autoroute de la Vallée-des-Forts                                      | Weg van 41 kilometer tussen Saint-Sébastien en Jambly                                    |
|        | A-40 Autoroute Métropolitaine                                              | Weg van 341 kilometer tussen Ontario Highway 417 en Québec                               |
|        | A-50 Autoroute de l’Outaouais                                              | Weg van 158 kilometer tussen Gatineau en Mirabel                                         |
|        | A-55 Autoroute Joseph-Armand-Bombardier, Autoroute de l’Énergie            | Weg van 249 kilometer tussen de grens met de Verenigde Staten en Shawinigan              |
|        | A-70 Autoroute de l’Aluminium                                              | Weg van 32 kilometer rond Saguenay                                                       |
|        | A-73 Autoroute Henri-IV, Autoroute Laurentienne                            | Weg van 134 kilometer tussen Saint-Georges en Stoneham-et-Tewkesbury                     |
|        | A-85 Autoroute Claude-Béchard                                              | Weg van 69 kilometer tussen Dégelis en Rivière-du-Loup                                   |
|        | A-410 Autoroute Jacques-O’Bready                                           | Zuidelijke ringweg om Sherbrooke van 16 kilometer                                        |
|        | A-440 Autoroute Laval, Autoroute Charest, Autoroute Dufferin-Montmorency   | Oost-westweg door Laval van 16 kilometer                                                 |
|        | A-520 Autoroute de la Côte-de-Liesse                                       | Verbindingsweg van 8 kilometer tussen de A-20 en A-40 in Montréal                        |
|        | A-530                                                                      | Verbindingsweg tussen Salaberry-de-Valleyfield en de A-30, waarvan 8 kilometer snelweg   |
|        | A-540 Autoroute Duplessis                                                  | Noord-zuidweg door het westen van Québec van 5 kilometer                                 |
|        | A-573 Autoroute Henri-IV                                                   | Verbindingsweg tussen Salaberry-de-Valleyfield en de A-30, waarvan 8 kilometer snelweg   |
|        | A-610                                                                      | Weg van 10 kilometer in de Sherbrooke                                                    |
|        | A-640                                                                      | Noordelijke ringweg om Montréal van 53 kilometer                                         |
|        | A-730                                                                      | Weg van 4 kilometer tussen de A-30 en Sainte-Catherine                                   |
|        | A-740                                                                      | Noord-zuidweg door het westen van Québec-stad van 7 kilometer                            |
|        | A-915                                                                      | Weg van 2 kilometer tussen de A-15 en Saint-Jérôme                                       |
|        | A-930                                                                      | Deel van de ringweg om Montréal, tussen Delson en Candiac (4 kilometer)                  |
|        | A-973                                                                      | Noord-zuidweg door Québec-stad van 4 kilometer                                           |

## Saskatchewan
| Schild | Nummer of naam | Route                                                        |
| ------ | -------------- | ------------------------------------------------------------ |
|        | Highway 1      | Snelwegdeel rond Regina                                      |
|        | Highway 11     | Snelwegdelen rond Regina en Saskatoon                        |
|        | Circle Drive   | Ringweg om Saskatoon                                         |
|        | Idylwyld Drive | Weg van 8 kilometer tussen Circle Drive en Saskatoon-centrum |
|        | Ring Road      | Ringweg om Regina                                            |